# Скажи Кохаю
«Скажи Кохаю» — кінофільм режисера Фінтана Конноллі, що вийшов на екрани в 2004 році.

## Зміст
Мішель дуже боляче поранило розставання з одним чоловіком. Душевна травма ніяк не проходила, тому вона не могла нікому довіритися, обмежувала стосунки лише сексом, таким чином поставивши психологічний заслін у свій внутрішній світ. Та одного разу все змінюється: прекрасний юнак несподівано стає предметом обожнювання дівчини.

## Ролі
| Актор                | Роль |
| -------------------- | ---- |
| Ейдан Гіллен         | -    |
| Рені Уелдон          | -    |
| Герард Меннікс Флінн | -    |
| Деклан Конлон        | -    |
| Імон Моріссей        | -    |
| Сьюзен Фицджералд    | -    |
| Сінед Кінен          | -    |
| Дарре Келлі          | -    |
| Ірина Бьерклунд      | -    |
| Томас О'Суіллібхейн  | -    |

## Знімальна група
- Режисер — Фінтан Конноллі
- Сценарист — Фінтан Конноллі, Катріона Макгоун
- Продюсер — Фіона Бергін
- Композитор — Ніал Бірн